# Pelomys hopkinsi
Pelomys hopkinsi is een knaagdier uit het geslacht Pelomys dat voorkomt in Rwanda, Oeganda en Zuidwest-Kenia. Deze soort wordt soms samen met P. isseli in het ondergeslacht Komemys geplaatst. Hoewel deze twee soorten sterk op elkaar lijken, zijn de onderlinge verschillen sterk genoeg om de erkenning van twee soorten te rechtvaardigen.
Pelomys campanae · Pelomys fallax · Pelomys hopkinsi · Pelomys isseli · Pelomys minor